# Parti allemand (Wurtemberg)
Pour les articles homonymes, voir Parti allemand (homonymie).
Le Parti allemand (Deutsche Partei) est un parti politique fondé en 1866 au royaume de Wurtemberg. termes d'objectifs, il correspond essentiellement au Parti national-libéral des autres États allemands. 

## Émergence
En 1864, le parti libéral du Wurtemberg (Parti du progrès (de)) se sépare lorsque le parti libéral de gauche (Parti populaire démocratique) est fondé. En conséquence, après la Guerre austro-prussienne, le 7 août 1866, des personnalités nationales-libérales issues des vestiges de l'ancien Parti du progrès fondent le Parti allemand avec l'objectif d'un État-nation dirigé par la Prusse.  Parmi les membres fondateurs, l'on compte Julius Hölder (de), Gustav Siegle (de), Kilian Steiner (de), Eduard Pfeiffer (de) et le juriste de Tübingen Robert Römer, fils de Friedrich Römer. Le parti se considère comme représentant les intérêts de la bourgeoisie industrielle protestante et est dirigé par Hölder jusqu'en 1875.

## Développement
Le Parti allemand est le parti en pointe du Wurtemberg de 1870 à 1895. Avec la mort de Julius Hölder en 1887, le parti perd une personnalité emblématique qui a toujours facilité l'intégration. Les derniers présidents du parti se succèdent fréquemment et il y a des faiblesses dans la direction interne et les rapports avec les journalistes. Après 1895, le parti perd de plus en plus de terrain au profit du parti libéral de gauche (Parti populaire) et des associations d'État des partis (SPD, Centre, Conservateurs) et la Fédération des agriculteurs.
En 1908, son nom devient officiellement le Parti national-libéral - Parti allemand du Wurtemberg.
Dans la phase tardive de la monarchie, le membre du Reichstag et plus tard président du Wurtemberg Johannes von Hieber est un homme politique qui appartient à l'aile gauche (sociale) du Parti allemand. Le Parti allemand existe jusqu'en 1918 et fusionne après la fin de la Première Guerre mondiale, sous l'influence décisive de Hieber le 7 décembre 1918, avec le Parti populaire progressiste du nouveau DDP. Au Wurtemberg, la scission à long terme du libéralisme en deux partis aurait presque été surmontée, à l'exemple de Gustav Stresemann par de vieux libéraux nationaux comme Gottlob Egelhaaf (de) également dans l'État populaire libre de Wurtemberg, si l'organisation étatique du nouveau DVP n'avait vu le jour.

## Organisation
La plus haute instance du Parti allemand du royaume de Wurtemberg est l'Assemblée d'État, qui se réunit environ une fois par an et à laquelle chaque membre a libre accès et le droit de vote. En chiffres absolus, par exemple, le nombre de participants à l'assemblée nationale est d'environ 250 en 1892 et d'environ 900 en 1904. Le journal La Chronique souabe (Schwäbische Kronik) est considéré comme l'organe de presse du parti.
Nombre de membres du parti:
| Année | Nombre         |
| ----- | -------------- |
| 1898  | 5.000 membres  |
| 1900  | 6.000 membres  |
| 1903  | 6.600 membres  |
| 1914  | 10.800 membres |

Les présidents du Parti allemand sont les suivants:
| Durée                   | Président              |
| ----------------------- | ---------------------- |
| 1866-1875               | Julius von Hölder (de) |
| 1875                    | Gustav Müller          |
| 1875–?                  | Wilhelm Lang           |
| ?–1881                  | Max Römer (de)         |
| 1881-1887               | Carl Wilhelm von Wolff |
| 1887-1891 oder 1894 (?) | Karl von Göz (de)      |

| Durée     | Président           |
| --------- | ------------------- |
| 1891-1902 | Richard Schall      |
| 1902-1903 | Sigmund Schott      |
| 1903-1905 | Adolf Schiedmayer   |
| 1905-1911 | Johannes von Hieber |
| 1911-1913 | Franz Kübel (de)    |
| 1913-1918 | List                |